# AZS Olsztyn w sezonie 2020/2021

## Transfery

### Przyszli
| Imię i nazwisko      | Poprzedni klub                     |
| -------------------- | ---------------------------------- |
| Javier Concepción    | Obras San Juan Voley               |
| Dmytro Teriomenko    | Tours VB                           |
| Ruben Schott         | Trefl Gdańsk                       |
| Kamil Droszyński     | PGE Skra Bełchatów                 |
| Jędrzej Gruszczyński | Cuprum Lubin                       |
| Przemysław Stępień   | Grupa Azoty ZAKSA Kędzierzyn-Koźle |
| Damian Schulz        | Asseco Resovia Rzeszów             |
| Dawid Woch           | BKS Visła Bydgoszcz                |
| Jakub Ciunajtis      | AZS UWM Olsztyn (II drużyna)       |
| Jakub Czerwiński     | SMS PZPS Spała                     |
| w trakcie sezonu     |                                    |
| Nikodem Wolański     | Saaremaa VK                        |

### Odeszli
| Imię i nazwisko  | Lata gry w klubie       | Nowy klub                        |
| ---------------- | ----------------------- | -------------------------------- |
| Mohammad Musawi  | 2019 – 2020             | Saipa Alborz                     |
| Jan Hadrava      | 2016 – 2020             | Cucine Lube Civitanova           |
| Paweł Woicki     | 2015 – 2020             | Asseco Resovia Rzeszów           |
| Mateusz Mika     | 2019 – 2020             | Trefl Gdańsk                     |
| Michał Żurek     | 2012 – 2014 2016 – 2020 | Aluron CMC Warta Zawiercie       |
| Paweł Pietraszko | 2018 – 2020             | Cuprum Lubin                     |
| Tomasz Kowalski  | 2019 – 2020             | Exact Systems Norwid Częstochowa |
| Dawid Sokołowski | 2017 – 2020             | Lechia Tomaszów Mazowiecki       |
| Jakub Zabłocki   | 2015 – 2020             | KPS Gietrzwałd                   |
| w trakcie sezonu |                         |                                  |
| Kamil Droszyński | 2020 – 2021             | Netzhoppers KW-Bestensee         |
| Mateusz Poręba   | 2018 – 2020             | Vero Volley Monza                |

## Drużyna

### Sztab
| Pierwszy trener                 | Daniel Castellani    |
| Drugi trener                    | Marcin Mierzejewski  |
| Statystyk                       | Mateusz Nykiel       |
| Trener przygotowania fizycznego | Paweł Ciesiun        |
| Fizjoterapeuta                  | Tomasz Iwulski       |
| Lekarz                          | Wojciech Remiszewski |

### Zawodnicy
| Nr | Imię i nazwisko                  | Data ur.   | Wzrost | Pozycja      |
| -- | -------------------------------- | ---------- | ------ | ------------ |
| 2  | Dawid Woch                       | 16.05.1997 | 198    | środkowy     |
| 3  | Jędrzej Gruszczyński             | 13.11.1997 | 186    | libero       |
| 4  | Przemysław Stępień               | 07.02.1994 | 185    | rozgrywający |
| 5  | Javier Concepción                | 27.12.1997 | 200    | środkowy     |
| 6  | Robbert Andringa                 | 28.04.1990 | 192    | przyjmujący  |
| 7  | Damian Schulz                    | 26.02.1990 | 208    | atakujący    |
| 9  | Jakub Czerwiński                 | 22.07.2001 | 194    | przyjmujący  |
| 10 | Remigiusz Kapica                 | 28.09.2000 | 200    | atakujący    |
| 11 | Kamil Droszyński (do 27.01.2021) | 28.01.1997 | 190    | rozgrywający |
| 12 | Dmytro Teriomenko                | 01.02.1987 | 200    | środkowy     |
| 13 | Ruben Schott                     | 08.07.1994 | 192    | przyjmujący  |
| 15 | Jakub Ciunajtis                  | 06.09.1998 | 177    | libero       |
| 16 | Mateusz Poręba (do 08.03.2021)   | 24.08.1999 | 203    | środkowy     |
| 17 | Nikodem Wolański (od 30.01.2021) | 19.01.1994 | 198    | rozgrywający |
| 18 | Wiktor Janiszewski               | 01.03.2002 | 194    | przyjmujący  |
| 21 | Wojciech Żaliński                | 08.01.1988 | 195    | przyjmujący  |

## Mecze w PlusLidze

### Faza zasadnicza
| 12.09.2020 | Cerrad Enea Czarni Radom | 3:2 (25:17, 23:25, 19:25, 25:21, 15:13) | Indykpol AZS Olsztyn | Hala MOSiR, Radom                                                                                                 |  |
| 14:45      | Wyjściowe ustawienie: Dawid Konarski 21 pkt Bartosz Firszt 15 pkt Dawid Dryja 13 pkt Brenden Sander 13 pkt Wiktor Josifow 9 pkt Michał Kędzierski 1 pkt Mateusz Masłowski (L) Zmiany: Daniel Gąsior 0 pkt Bartosz Zrajkowski 0 pkt Artur Pasiński 0 pkt | statystyki                              | Wyjściowe ustawienie: 21 pkt Damian Schulz 17 pkt Robbert Andringa 7 pkt Wojciech Żaliński 6 pkt Dmytro Teriomenko 3 pkt Javier Concepción 3 pkt Kamil Droszyński (L) Jędrzej Gruszczyński Zmiany: 7 pkt Ruben Schott 4 pkt Dawid Woch 0 pkt Przemysław Stępień 0 pkt Remigiusz Kapica 0 pkt Mateusz Poręba | Sędzia I: Agnieszka Michlic Sędzia II: Piotr Skowroński Komisarz: Bogusław Kawiak Widzów: 700 MVP: Dawid Konarski |  |

| 19.09.2020 | Indykpol AZS Olsztyn | 0:3 (22:25, 21:25, 27:29) | Ślepsk Malow Suwałki | Hala Urania, Olsztyn                                                                                      |  |
| 17:30      | Wyjściowe ustawienie: Ruben Schott 15 pkt Javier Concepción 12 pkt Damian Schulz 11 pkt Wojciech Żaliński 5 pkt Dmytro Teriomenko 4 pkt Kamil Droszyński 0 pkt Jędrzej Gruszczyński (L) Zmiany: Mateusz Poręba 5 pkt Przemysław Stępień 2 pkt Robbert Andringa 0 pkt Remigiusz Kapica 0 pkt | statystyki                | Wyjściowe ustawienie: 19 pkt Bartłomiej Bołądź 13 pkt Marcin Waliński 12 pkt Tomas Rousseaux 6 pkt Cezary Sapiński 5 pkt Andreas Takvam 2 pkt Joshua Tuaniga (L) Paweł Filipowicz Zmiany: 1 pkt Sebastian Warda 0 pkt Łukasz Kaczorowski 0 pkt Łukasz Rudzewicz 0 pkt Jakub Rohnka (L) Mateusz Czunkiewicz | Sędzia I: Mariusz Gadzina Sędzia II: Damian Lic Komisarz: Jerzy Kajzer Widzów: 850 MVP: Bartłomiej Bołądź |  |

| 26.09.2020 | Indykpol AZS Olsztyn | 0:3 (23:25, 18:25, 15:25) | Aluron CMC Warta Zawiercie | Hala Urania, Olsztyn                                                                                                   |  |
| 17:30      | Wyjściowe ustawienie: Damian Schulz 12 pkt Javier Concepción 10 pkt Ruben Schott 10 pkt Wojciech Żaliński 5 pkt Dmytro Teriomenko 2 pkt Kamil Droszyński 0 pkt Jędrzej Gruszczyński (L) Zmiany: Robbert Andringa 4 pkt Mateusz Poręba 3 pkt Przemysław Stępień 1 pkt Remigiusz Kapica 0 pkt | statystyki                | Wyjściowe ustawienie: 16 pkt Mateusz Malinowski 11 pkt Piotr Orczyk 8 pkt Garrett Muagututia 8 pkt Patryk Czarnowski 7 pkt Flávio Gualberto 4 pkt Maximiliano Cavanna (L) Michał Żurek Zmiany: 0 pkt Marcin Kania | Sędzia I: Tomasz Flis Sędzia II: Maciej Kolendowski Komisarz: Witold Murczkiewicz Widzów: 714 MVP: Maximiliano Cavanna |  |

| 29.09.2020 | Cuprum Lubin | 0:3 (22:25, 20:25, 21:25) | Indykpol AZS Olsztyn | Hala RCS, Lubin                                                                                               |  |
| 17:30      | Wyjściowe ustawienie: Ronald Jimenez 10 pkt Przemysław Smoliński 9 pkt Dawid Gunia 7 pkt Wojciech Ferens 6 pkt Kamil Maruszczyk 5 pkt Miguel Tavares 1 pkt Kamil Szymura (L) Zmiany: Nikołaj Penczew 3 pkt Adam Lorenc 1 pkt Szymon Jakubiszak 0 pkt Mariusz Magnuszewski 0 pkt | statystyki                | Wyjściowe ustawienie: 18 pkt Damian Schulz 17 pkt Wojciech Żaliński 10 pkt Ruben Schott 7 pkt Dmytro Teriomenko 5 pkt Javier Concepción 0 pkt Przemysław Stępień (L) Jędrzej Gruszczyński Zmiany: 1 pkt Mateusz Poręba 0 pkt Dawid Woch 0 pkt Robbert Andringa 0 pkt Remigiusz Kapica 0 pkt Kamil Droszyński (L) Jakub Ciunajtis | Sędzia I: Jacek Litwin Sędzia II: Maciej Kolendowski Komisarz: Edward Superlak Widzów: 290 MVP: Damian Schulz |  |

| 10.10.2020 | Grupa Azoty ZAKSA Kędzierzyn-Koźle | 3:1 (25:21, 25:18, 17:25, 25:16) | Indykpol AZS Olsztyn | Hala Azoty, Kędzierzyn-Koźle                                                                                   |  |
| 17:30      | Wyjściowe ustawienie: Aleksander Śliwka 14 pkt Kamil Semeniuk 13 pkt Krzysztof Rejno 9 pkt Bartłomiej Kluth 9 pkt David Smith 8 pkt Benjamin Toniutti 2 pkt Paweł Zatorski (L) Zmiany: Łukasz Kaczmarek 5 pkt Adrian Staszewski 1 pkt Rafał Prokopczuk 0 pkt Korneliusz Banach (L) | statystyki                       | Wyjściowe ustawienie: 17 pkt Damian Schulz 11 pkt Ruben Schott 4 pkt Dmytro Teriomenko 4 pkt Wojciech Żaliński 2 pkt Przemysław Stępień 1 pkt Javier Concepción (L) Jędrzej Gruszczyński Zmiany: 9 pkt Robbert Andringa 5 pkt Mateusz Poręba 2 pkt Dawid Woch 0 pkt Remigiusz Kapica 0 pkt Kamil Droszyński (L) Jakub Ciunajtis | Sędzia I: Marek Heyducki Sędzia II: Piotr Skowroński Komisarz: Jerzy Kajzer Widzów: 560 MVP: Aleksander Śliwka |  |

| 15.10.2020 | Indykpol AZS Olsztyn | 3:2 (22:25, 25:22, 21:25, 25:14, 15:13) | Verva Warszawa Orlen Paliwa | Hala Urania, Olsztyn                                                                                                 |  |
| 17:30      | Wyjściowe ustawienie: Damian Schulz 19 pkt Ruben Schott 17 pkt Dmytro Teriomenko 15 pkt Robbert Andringa 11 pkt Mateusz Poręba 10 pkt Przemysław Stępień 1 pkt Jędrzej Gruszczyński (L) Zmiany: Remigiusz Kapica 0 pkt Kamil Droszyński 0 pkt Wojciech Żaliński 0 pkt | statystyki                              | Wyjściowe ustawienie: 17 pkt Artur Szalpuk 14 pkt Bartosz Kwolek 14 pkt Andrzej Wrona 9 pkt Piotr Nowakowski 6 pkt Jakub Ziobrowski 2 pkt Ángel Trinidad de Haro (L) Damian Wojtaszek Zmiany: 7 pkt Jan Król 3 pkt Igor Grobelny 1 pkt Michał Superlak 0 pkt Jakub Kowalczyk 0 pkt Michał Kozłowski (L) Jan Fornal | Sędzia I: Szymon Pindral Sędzia II: Bartłomiej Adamczyk Komisarz: Monika Gorszyniecka Widzów: 238 MVP: Damian Schulz |  |

| 08.11.2020 | Indykpol AZS Olsztyn | 0:3 (19:25, 22:25, 22:25) | Cuprum Lubin | Hala Urania, Olsztyn                                                                                     |  |
| 14:45      | Wyjściowe ustawienie: Dmytro Teriomenko 12 pkt Ruben Schott 9 pkt Robbert Andringa 7 pkt Damian Schulz 2 pkt Dawid Woch 1 pkt Przemysław Stępień 0 pkt Jędrzej Gruszczyński (L) Zmiany: Remigiusz Kapica 7 pkt Mateusz Poręba 3 pkt Wojciech Żaliński 2 pkt Kamil Droszyński 0 pkt | statystyki                | Wyjściowe ustawienie: 21 pkt Ronald Jimenez 11 pkt Wojciech Ferens 9 pkt Przemysław Smoliński 6 pkt Nikołaj Penczew 2 pkt Miguel Tavares 0 pkt Szymon Jakubiszak (L) Bartosz Makoś (L) Kamil Szymura Zmiany: 4 pkt Dawid Gunia 0 pkt Adam Lorenc | Sędzia I: Piotr Król Sędzia II: Wojciech Maroszek Komisarz: Paweł Kuciński Widzów: 0 MVP: Ronald Jimenez |  |

| 13.11.2020 | Asseco Resovia Rzeszów | 3:1 (29:27, 23:25, 25:13, 25:23) | Indykpol AZS Olsztyn | Hala Podpromie, Rzeszów                                                                                     |  |
| 20:30      | Wyjściowe ustawienie: Klemen Čebulj 19 pkt Karol Butryn 19 pkt Bartłomiej Krulicki 12 pkt Robert Täht 12 pkt Timo Tammemaa 6 pkt Fabian Drzyzga 1 pkt Michał Potera (L) Bartosz Mariański (L) Zmiany: Nicolas Szerszeń 0 pkt Jeffrey Jendryk 0 pkt Piotr Hain 0 pkt | statystyki                       | Wyjściowe ustawienie: 17 pkt Ruben Schott 16 pkt Wojciech Żaliński 9 pkt Damian Schulz 8 pkt Javier Concepción 6 pkt Dmytro Teriomenko 3 pkt Przemysław Stępień (L) Jędrzej Gruszczyński Zmiany: 4 pkt Remigiusz Kapica 1 pkt Robbert Andringa 0 pkt Kamil Droszyński 0 pkt Mateusz Poręba (L) Jakub Ciunajtis | Sędzia I: Paweł Burkiewicz Sędzia II: Jacek Litwin Komisarz: Zbigniew Tokarski Widzów: 0 MVP: Klemen Čebulj |  |

| 18.11.2020 | Indykpol AZS Olsztyn | 3:0 (25:18, 25:18, 25:07) | MKS Będzin | Hala Urania, Olsztyn                                                                                                 |  |
| 18:00      | Wyjściowe ustawienie: Wojciech Żaliński 17 pkt Ruben Schott 12 pkt Damian Schulz 11 pkt Javier Concepción 6 pkt Dmytro Teriomenko 6 pkt Przemysław Stępień 1 pkt Jędrzej Gruszczyński (L) Zmiany: Remigiusz Kapica 0 pkt Kamil Droszyński 0 pkt | statystyki                | Wyjściowe ustawienie: 13 pkt Rafał Faryna 8 pkt Rafał Sobański 5 pkt José Ademar Santana 3 pkt Tomasz Kalembka 1 pkt Artur Ratajczak 1 pkt Thiago Veloso (L) Szymon Gregorowicz Zmiany: 0 pkt Łukasz Makowski 0 pkt Bartosz Gawryszewski 0 pkt Kacper Bobrowski 0 pkt Michał Godlewski 0 pkt Dominik Teklak | Sędzia I: Marcin Herbik Sędzia II: Maciej Twardowski Komisarz: Bogusław Pachniewicz Widzów: 0 MVP: Wojciech Żaliński |  |

| 22.11.2020 | Indykpol AZS Olsztyn | 3:1 (25:19, 26:28, 25:21, 25:20) | Cerrad Enea Czarni Radom | Hala Urania, Olsztyn                                                                                          |  |
| 14:45      | Wyjściowe ustawienie: Wojciech Żaliński 21 pkt Damian Schulz 16 pkt Ruben Schott 13 pkt Javier Concepción 11 pkt Dmytro Teriomenko 9 pkt Przemysław Stępień 2 pkt Jędrzej Gruszczyński (L) Zmiany: Remigiusz Kapica 1 pkt Robbert Andringa 0 pkt Kamil Droszyński 0 pkt Mateusz Poręba 0 pkt Jakub Ciunajtis (L) | statystyki                       | Wyjściowe ustawienie: 16 pkt Brenden Sander 11 pkt Wiktor Josifow 5 pkt Lucas Lóh 4 pkt Daniel Gąsior 1 pkt Dawid Dryja 1 pkt Michał Kędzierski (L) Maciej Nowowsiak Zmiany: 8 pkt Bartosz Firszt 6 pkt Michał Ostrowski 5 pkt Dawid Konarski 0 pkt Artur Pasiński (L) Mateusz Masłowski | Sędzia I: Mariusz Gadzina Sędzia II: Damian Lic Komisarz: Andrzej Wołkowycki Widzów: 0 MVP: Wojciech Żaliński |  |

| 01.12.2020 | Ślepsk Malow Suwałki | 1:3 (19:25, 26:28, 25:19, 14:25) | Indykpol AZS Olsztyn | Suwałki Arena, Suwałki                                                                                    |  |
| 17:30      | Wyjściowe ustawienie: Bartłomiej Bołądź 19 pkt Tomas Rousseaux 17 pkt Marcin Waliński 11 pkt Cezary Sapiński 4 pkt Mateusz Sacharewicz 2 pkt Kacper Gonciarz 1 pkt Paweł Filipowicz (L) Zmiany: Łukasz Rudzewicz 2 pkt Łukasz Kaczorowski 0 pkt Sebastian Warda 0 pkt Jakub Rohnka 0 pkt Mateusz Czunkiewicz (L) | statystyki                       | Wyjściowe ustawienie: 19 pkt Wojciech Żaliński 16 pkt Damian Schulz 16 pkt Ruben Schott 10 pkt Javier Concepción 10 pkt Dmytro Teriomenko 3 pkt Przemysław Stępień (L) Jędrzej Gruszczyński Zmiany: 3 pkt Mateusz Poręba 1 pkt Robbert Andringa 0 pkt Remigiusz Kapica 0 pkt Kamil Droszyński | Sędzia I: Tomasz Janik Sędzia II: Marcin Herbik Komisarz: Paweł Kuciński Widzów: 0 MVP: Wojciech Żaliński |  |

| 05.12.2020 | Aluron CMC Warta Zawiercie | 3:0 (25:23, 25:23, 25:20) | Indykpol AZS Olsztyn | Hala OSiR II, Zawiercie                                                                                      |  |
| 14:45      | Wyjściowe ustawienie: Piotr Orczyk 13 pkt Patryk Niemiec 8 pkt Mateusz Malinowski 8 pkt Garrett Muagututia 6 pkt Flávio Gualberto 5 pkt Maximiliano Cavanna 3 pkt Michał Żurek (L) Zmiany: Paweł Halaba 7 pkt Ǵorǵi Ǵorǵiew 0 pkt Grzegorz Bociek 0 pkt | statystyki                | Wyjściowe ustawienie: 13 pkt Wojciech Żaliński 10 pkt Damian Schulz 10 pkt Mateusz Poręba 8 pkt Dmytro Teriomenko 5 pkt Ruben Schott 2 pkt Przemysław Stępień (L) Jędrzej Gruszczyński Zmiany: 5 pkt Robbert Andringa 1 pkt Remigiusz Kapica 0 pkt Javier Concepción 0 pkt Kamil Droszyński | Sędzia I: Paweł Ignatowicz Sędzia II: Waldemar Kobienia Komisarz: Robert Grzanka Widzów: 0 MVP: Piotr Orczyk |  |

| 16.12.2020 | PGE Skra Bełchatów | 3:0 (25:17, 25:21, 25:22) | Indykpol AZS Olsztyn | Hala Energia, Bełchatów                                                                                     |  |
| 17:30      | Wyjściowe ustawienie: Norbert Huber 14 pkt Milad Ebadipur 10 pkt Mateusz Bieniek 10 pkt Taylor Sander 9 pkt Dusan Petković 9 pkt Grzegorz Łomacz 1 pkt Kacper Piechocki (L) Zmiany: Karol Kłos 0 pkt | statystyki                | Wyjściowe ustawienie: 8 pkt Dmytro Teriomenko 5 pkt Damian Schulz 5 pkt Ruben Schott 3 pkt Mateusz Poręba 1 pkt Wojciech Żaliński 0 pkt Przemysław Stępień (L) Jędrzej Gruszczyński Zmiany: 9 pkt Remigiusz Kapica 7 pkt Robbert Andringa 3 pkt Dawid Woch 0 pkt Kamil Droszyński | Sędzia I: Agnieszka Michlic Sędzia II: Marek Heyducki Komisarz: Robert Malicki Widzów: 0 MVP: Norbert Huber |  |

| 19.12.2020 | MKS Będzin | 0:3 (19:25, 23:25, 21:25) | Indykpol AZS Olsztyn | Hala widowiskowo-sportowa, Sosnowiec                                                                       |  |
| 17:30      | Wyjściowe ustawienie: Rafał Faryna 12 pkt Rafał Sobański 8 pkt José Ademar Santana 8 pkt Tomasz Kalembka 7 pkt Artur Ratajczak 6 pkt Thiago Veloso 0 pkt Szymon Gregorowicz (L) Zmiany: Łukasz Makowski 0 pkt Michał Godlewski 0 pkt Dominik Teklak 0 pkt | statystyki                | Wyjściowe ustawienie: 15 pkt Wojciech Żaliński 13 pkt Ruben Schott 11 pkt Damian Schulz 9 pkt Dmytro Teriomenko 7 pkt Javier Concepción 2 pkt Przemysław Stępień (L) Jędrzej Gruszczyński Zmiany: 0 pkt Robbert Andringa 0 pkt Mateusz Poręba | Sędzia I: Mariusz Gadzina Sędzia II: Damian Lic Komisarz: Krzysztof Szmydyński Widzów: 0 MVP: Ruben Schott |  |

| 22.12.2020 | Indykpol AZS Olsztyn | 0:3 (25:27, 17:25, 16:25) | Grupa Azoty ZAKSA Kędzierzyn-Koźle | Hala Urania, Olsztyn                                                                                           |  |
| 17:30      | Wyjściowe ustawienie: Ruben Schott 11 pkt Wojciech Żaliński 6 pkt Damian Schulz 5 pkt Dmytro Teriomenko 5 pkt Przemysław Stępień 2 pkt Javier Concepción 0 pkt Jędrzej Gruszczyński (L) Zmiany: Remigiusz Kapica 7 pkt Mateusz Poręba 3 pkt Robbert Andringa 2 pkt Kamil Droszyński 1 pkt Jakub Ciunajtis (L) | statystyki                | Wyjściowe ustawienie: 14 pkt Łukasz Kaczmarek 13 pkt Aleksander Śliwka 11 pkt Jakub Kochanowski 9 pkt Krzysztof Rejno 8 pkt Kamil Semeniuk 1 pkt Benjamin Toniutti (L) Paweł Zatorski Zmiany: 1 pkt Bartłomiej Kluth 0 pkt Adrian Staszewski 0 pkt Rafał Prokopczuk (L) Korneliusz Banach | Sędzia I: Marek Heyducki Sędzia II: Piotr Skowroński Komisarz: Paweł Kuciński Widzów: 0 MVP: Benjamin Toniutti |  |

| 09.01.2021 | Verva Warszawa Orlen Paliwa | 3:0 (25:19, 26:24, 25:20) | Indykpol AZS Olsztyn | Arena Ursynów, Warszawa                                                                                |  |
| 17:30      | Wyjściowe ustawienie: Bartosz Kwolek 14 pkt Michał Superlak 14 pkt Igor Grobelny 11 pkt Andrzej Wrona 7 pkt Piotr Nowakowski 7 pkt Ángel Trinidad de Haro 0 pkt Damian Wojtaszek (L) Zmiany: Jakub Ziobrowski 1 pkt Jan Król 0 pkt Michał Kozłowski 0 pkt | statystyki                | Wyjściowe ustawienie: 16 pkt Damian Schulz 9 pkt Wojciech Żaliński 3 pkt Dmytro Teriomenko 3 pkt Ruben Schott 2 pkt Javier Concepción 0 pkt Przemysław Stępień (L) Jędrzej Gruszczyński Zmiany: 6 pkt Mateusz Poręba 4 pkt Robbert Andringa 2 pkt Dawid Woch 1 pkt Remigiusz Kapica 0 pkt Kamil Droszyński | Sędzia I: Marek Lagierski Sędzia II: Marcin Weiner Komisarz: Marek Brandt Widzów: 0 MVP: Andrzej Wrona |  |

| 14.01.2021 | Indykpol AZS Olsztyn | 3:1 (25:19, 25:22, 20:25, 25:20) | Stal Nysa | Hala Urania, Olsztyn                                                                                               |  |
| 17:30      | Wyjściowe ustawienie: Damian Schulz 22 pkt Wojciech Żaliński 15 pkt Mateusz Poręba 11 pkt Dmytro Teriomenko 9 pkt Ruben Schott 6 pkt Przemysław Stępień 3 pkt Jędrzej Gruszczyński (L) Zmiany: Robbert Andringa 7 pkt Dawid Woch 0 pkt Remigiusz Kapica 0 pkt Kamil Droszyński 0 pkt | statystyki                       | Wyjściowe ustawienie: 27 pkt Wassim Ben Tara 10 pkt Bartosz Bućko 8 pkt Mariusz Schamlewski 7 pkt Moustapha M’Baye 2 pkt Marcin Komenda 2 pkt Łukasz Łapszyński (L) Michał Ruciak Zmiany: 4 pkt Kamil Długosz 1 pkt Michał Filip 0 pkt Patryk Szczurek (L) Kamil Dembiec | Sędzia I: Tomasz Janik Sędzia II: Magdalena Niewiarowska Komisarz: Andrzej Wołkowycki Widzów: 0 MVP: Damian Schulz |  |

| 20.01.2021 | Indykpol AZS Olsztyn | 3:1 (15:25, 27:25, 26:24, 25:16) | Jastrzębski Węgiel | Hala Urania, Olsztyn                                                                                            |  |
| 17:30      | Wyjściowe ustawienie: Damian Schulz 23 pkt Wojciech Żaliński 13 pkt Robbert Andringa 11 pkt Mateusz Poręba 11 pkt Dmytro Teriomenko 8 pkt Przemysław Stępień 1 pkt Jędrzej Gruszczyński (L) Zmiany: Remigiusz Kapica 4 pkt Dawid Woch 0 pkt Jakub Czerwiński 0 pkt Kamil Droszyński 0 pkt Ruben Schott 0 pkt | statystyki                       | Wyjściowe ustawienie: 15 pkt Mohammed Al Hachdadi 15 pkt Tomasz Fornal 11 pkt Łukasz Wiśniewski 8 pkt Jurij Hładyr 7 pkt Yacine Louati 1 pkt Lukas Kampa (L) Jakub Popiwczak Zmiany: 4 pkt Rafał Szymura 2 pkt Michał Gierżot 1 pkt Jakub Bucki 0 pkt Eemi Tervaportti 0 pkt Grzegorz Kosok | Sędzia I: Marek Heyducki Sędzia II: Piotr Skowroński Komisarz: Witold Murczkiewicz Widzów: 0 MVP: Damian Schulz |  |

| 23.01.2021 | Jastrzębski Węgiel | 3:2 (21:25, 20:25, 27:25, 26:24, 15:09) | Indykpol AZS Olsztyn | Hala widowiskowo-sportowa, Jastrzębie-Zdrój                                                                |  |
| 14:45      | Wyjściowe ustawienie: Jakub Bucki 22 pkt Rafał Szymura 16 pkt Jurij Hładyr 14 pkt Łukasz Wiśniewski 9 pkt Tomasz Fornal 5 pkt Lukas Kampa 1 pkt Jakub Popiwczak (L) Zmiany: Yacine Louati 9 pkt Eemi Tervaportti 2 pkt Michał Szalacha 2 pkt Michał Gierżot 1 pkt Grzegorz Kosok 0 pkt | statystyki                              | Wyjściowe ustawienie: 24 pkt Wojciech Żaliński 19 pkt Robbert Andringa 13 pkt Damian Schulz 8 pkt Dmytro Teriomenko 8 pkt Mateusz Poręba 3 pkt Przemysław Stępień (L) Jędrzej Gruszczyński Zmiany: 2 pkt Ruben Schott 0 pkt Dawid Woch | Sędzia I: Marcin Herbik Sędzia II: Tomasz Janik Komisarz: Krzysztof Szmydyński Widzów: 0 MVP: Jurij Hładyr |  |

| 31.01.2021 | Indykpol AZS Olsztyn | 3:0 (25:21, 25:21, 25:17) | Trefl Gdańsk | Hala Urania, Olsztyn |  |
| 17:30      | Wyjściowe ustawienie: Damian Schulz 16 pkt Robbert Andringa 9 pkt Mateusz Poręba 8 pkt Dmytro Teriomenko 6 pkt Wojciech Żaliński 4 pkt Przemysław Stępień 1 pkt Jędrzej Gruszczyński (L) Zmiany: Ruben Schott 7 pkt Dawid Woch 0 pkt | statystyki                | Wyjściowe ustawienie: 17 pkt Kewin Sasak 8 pkt Pablo Crer 7 pkt Moritz Reichert 6 pkt Bartłomiej Lipiński 3 pkt Karol Urbanowicz 0 pkt Marcin Janusz (L) Maciej Olenderek Zmiany: 1 pkt Bartosz Pietruczuk 1 pkt Jordan Zaleszczyk 0 pkt Łukasz Kozub (L) Dawid Pruszkowski | Sędzia I: Maciej Kolendowski Sędzia II: Paweł Burkiewicz Komisarz: Andrzej Wołkowycki Widzów: 0 MVP: Jędrzej Gruszczyński |  |

| 04.02.2021 | Trefl Gdańsk | 3:1 (21:25, 25:22, 25:22, 25:21) | Indykpol AZS Olsztyn | Ergo Arena, Gdańsk                                                                                                 |  |
| 15:00      | Wyjściowe ustawienie: Mariusz Wlazły 24 pkt Pablo Crer 15 pkt Bartłomiej Lipiński 12 pkt Moritz Reichert 10 pkt Karol Urbanowicz 6 pkt Marcin Janusz 0 pkt Maciej Olenderek (L) Zmiany: Łukasz Kozub 3 pkt Bartosz Pietruczuk 0 pkt Mateusz Janikowski 0 pkt Jordan Zaleszczyk 0 pkt | statystyki                       | Wyjściowe ustawienie: 20 pkt Robbert Andringa 16 pkt Damian Schulz 13 pkt Mateusz Poręba 10 pkt Dmytro Teriomenko 6 pkt Ruben Schott 1 pkt Przemysław Stępień (L) Jędrzej Gruszczyński Zmiany: 3 pkt Wojciech Żaliński 1 pkt Remigiusz Kapica 0 pkt Dawid Woch 0 pkt Nikodem Wolański | Sędzia I: Magdalena Niewiarowska Sędzia II: Marcin Herbik Komisarz: Andrzej Wołkowycki Widzów: 0 MVP: Łukasz Kozub |  |

| 06.02.2021 | Stal Nysa | 3:1 (30:28, 25:22, 22:25, 25:23) | Indykpol AZS Olsztyn | Hala Nysa, Nysa                                                                                      |  |
| 20:30      | Wyjściowe ustawienie: Wassim Ben Tara 23 pkt Bartosz Bućko 16 pkt Łukasz Łapszyński 10 pkt Maciej Zajder 8 pkt Marcin Komenda 4 pkt Moustapha M’Baye 2 pkt Michał Ruciak (L) Zmiany: Bartłomiej Lemański 2 pkt Kamil Długosz 1 pkt Michał Filip 1 pkt Patryk Szczurek 0 pkt Kamil Dembiec (L) | statystyki                       | Wyjściowe ustawienie: 16 pkt Robbert Andringa 13 pkt Wojciech Żaliński 10 pkt Mateusz Poręba 6 pkt Dmytro Teriomenko 5 pkt Damian Schulz 3 pkt Przemysław Stępień (L) Jędrzej Gruszczyński Zmiany: 16 pkt Remigiusz Kapica 6 pkt Ruben Schott 2 pkt Dawid Woch 1 pkt Javier Concepción 0 pkt Nikodem Wolański | Sędzia I: Marcin Weiner Sędzia II: Piotr Król Komisarz: Edward Superlak Widzów: 0 MVP: Bartosz Bućko |  |

| 10.02.2021 | Indykpol AZS Olsztyn | 3:1 (25:18, 22:25, 25:23, 25:16) | GKS Katowice | Hala Urania, Olsztyn                                                                                             |  |
| 18:00      | Wyjściowe ustawienie: Damian Schulz 19 pkt Wojciech Żaliński 16 pkt Dmytro Teriomenko 11 pkt Mateusz Poręba 9 pkt Robbert Andringa 7 pkt Przemysław Stępień 3 pkt Jędrzej Gruszczyński (L) Zmiany: Ruben Schott 12 pkt Dawid Woch 0 pkt Nikodem Wolański 0 pkt Jakub Ciunajtis (L) | statystyki                       | Wyjściowe ustawienie: 16 pkt Kamil Kwasowski 15 pkt Adrian Buchowski 10 pkt Emanuel Kohút 9 pkt Miłosz Zniszczoł 7 pkt Jakub Jarosz 1 pkt Jan Firlej (L) Dustin Watten Zmiany: 3 pkt Wiktor Musiał 0 pkt Jan Nowakowski 0 pkt Jakub Nowosielski | Sędzia I: Bartłomiej Adamczyk Sędzia II: Marcin Herbik Komisarz: Paweł Kuciński Widzów: 0 MVP: Wojciech Żaliński |  |

| 13.02.2021 | Indykpol AZS Olsztyn | 0:3 (23:25, 38:40, 16:25) | PGE Skra Bełchatów | Hala Urania, Olsztyn                                                                                             |  |
| 14:45      | Wyjściowe ustawienie: Damian Schulz 19 pkt Ruben Schott 11 pkt Mateusz Poręba 8 pkt Dmytro Teriomenko 6 pkt Przemysław Stępień 2 pkt Wojciech Żaliński 1 pkt Jędrzej Gruszczyński (L) Zmiany: Robbert Andringa 6 pkt Nikodem Wolański 0 pkt Jakub Ciunajtis (L) | statystyki                | Wyjściowe ustawienie: 19 pkt Taylor Sander 15 pkt Milad Ebadipur 11 pkt Norbert Huber 6 pkt Karol Kłos 2 pkt Dušan Petković 0 pkt Grzegorz Łomacz (L) Robert Milczarek Zmiany: 8 pkt Bartosz Filipiak | Sędzia I: Piotr Skowroński Sędzia II: Marek Heyducki Komisarz: Bogusław Pachniewicz Widzów: 0 MVP: Taylor Sander |  |

| 27.02.2021 | GKS Katowice | 3:1 (25:20, 25:22, 22:25, 25:20) | Indykpol AZS Olsztyn | Hala Szopienice, Katowice                                                                               |  |
| 14:45      | Wyjściowe ustawienie: Wiktor Musiał 23 pkt Adrian Buchowski 13 pkt Kamil Kwasowski 13 pkt Miłosz Zniszczoł 7 pkt Jan Nowakowski 5 pkt Jan Firlej 2 pkt Dustin Watten (L) Zmiany: Emanuel Kohút 2 pkt Jakub Szymański 1 pkt | statystyki                       | Wyjściowe ustawienie: 13 pkt Wojciech Żaliński 11 pkt Robbert Andringa 9 pkt Mateusz Poręba 3 pkt Damian Schulz 1 pkt Dmytro Teriomenko 0 pkt Przemysław Stępień (L) Jędrzej Gruszczyński Zmiany: 11 pkt Remigiusz Kapica 8 pkt Javier Concepción 3 pkt Ruben Schott 0 pkt Nikodem Wolański (L) Jakub Ciunajtis | Sędzia I: Tomasz Flis Sędzia II: Paweł Burkiewicz Komisarz: Robert Grzanka Widzów: 0 MVP: Wiktor Musiał |  |

| 08.03.2021 | Indykpol AZS Olsztyn | 3:1 (29:27, 25:23, 19:25, 25:18) | Asseco Resovia Rzeszów | Hala Urania, Olsztyn                                                                                           |  |
| 20:30      | Wyjściowe ustawienie: Damian Schulz 19 pkt Javier Concepción 17 pkt Ruben Schott 13 pkt Dawid Woch 8 pkt Robbert Andringa 8 pkt Przemysław Stępień 0 pkt Jakub Ciunajtis (L) Zmiany: Remigiusz Kapica 1 pkt Nikodem Wolański 0 pkt | statystyki                       | Wyjściowe ustawienie: 25 pkt Karol Butryn 12 pkt Nicolas Szerszeń 12 pkt Klemen Čebulj 9 pkt Jeffrey Jendryk 8 pkt Timo Tammemaa 2 pkt Fabian Drzyzga (L) Michał Potera Zmiany: 1 pkt Robert Täht 0 pkt Bartłomiej Krulicki 0 pkt Damian Domagała 0 pkt Paweł Woicki 0 pkt Piotr Hain (L) Bartosz Mariański | Sędzia I: Marek Lagierski Sędzia II: Piotr Król Komisarz: Monika Gorszyniecka Widzów: 0 MVP: Javier Concepción |  |

### Faza playoff

#### Mecze o 9. miejsce (do 2 zwycięstw)
| 22.03.2021 | GKS Katowice | 3:1 (25:20, 27:25, 21:25, 25:22) | Indykpol AZS Olsztyn | Hala Szopienice, Katowice                                                                                             |  |
| 20:30      | Wyjściowe ustawienie: Jakub Jarosz 18 pkt Jakub Szymański 16 pkt Miłosz Zniszczoł 10 pkt Emanuel Kohút 8 pkt Kamil Kwasowski 5 pkt Jan Firlej 4 pkt Dawid Ogórek (L) Zmiany: Adrian Buchowski 10 pkt Wiktor Musiał 1 pkt Jakub Nowosielski 1 pkt Kamil Drzazga 0 pkt | statystyki                       | Wyjściowe ustawienie: 8 pkt Robbert Andringa 5 pkt Dmytro Teriomenko 4 pkt Wojciech Żaliński 3 pkt Javier Concepción 2 pkt Damian Schulz 1 pkt Przemysław Stępień (L) Jędrzej Gruszczyński Zmiany: 17 pkt Remigiusz Kapica 14 pkt Ruben Schott 7 pkt Dawid Woch 4 pkt Nikodem Wolański | Sędzia I: Magdalena Niewiarowska Sędzia II: Maciej Twardowski Komisarz: Jerzy Zwierko Widzów: 0 MVP: Adrian Buchowski |  |

| 26.03.2021 | Indykpol AZS Olsztyn | 2:3 (26:28, 25:18, 25:14, 25:27, 16:18) | GKS Katowice | Hala Urania, Olsztyn                                                                                       |  |
| 17:30      | Wyjściowe ustawienie: Javier Concepción 13 pkt Ruben Schott 11 pkt Wojciech Żaliński 10 pkt Damian Schulz 9 pkt Dawid Woch 7 pkt Przemysław Stępień 0 pkt Jędrzej Gruszczyński (L) Zmiany: Remigiusz Kapica 16 pkt Robbert Andringa 13 pkt Nikodem Wolański 2 pkt | statystyki                              | Wyjściowe ustawienie: 21 pkt Jakub Jarosz 11 pkt Miłosz Zniszczoł 11 pkt Adrian Buchowski 9 pkt Emanuel Kohút 4 pkt Jan Firlej 1 pkt Jakub Szymański (L) Dawid Ogórek Zmiany: 22 pkt Kamil Kwasowski 1 pkt Wiktor Musiał 0 pkt Jakub Nowosielski 0 pkt Kamil Drzazga | Sędzia I: Bartłomiej Adamczyk Sędzia II: Szymon Pindral Komisarz: Marek Brandt Widzów: 0 MVP: Jakub Jarosz |  |